# Elezioni presidenziali in Argentina del 1951
Le elezioni presidenziali in Argentina del 1951 si tennero l'11 novembre.

## Risultati
| Candidati             | Candidati           | Partiti                          | Voti      | %     |
| Presidente            | Vicepresidente      | Partiti                          | Voti      | %     |
| --------------------- | ------------------- | -------------------------------- | --------- | ----- |
| Juan Domingo Perón    | Hortensio Quijano   | Partito Peronista                | 4 745 168 | 63,51 |
| Ricardo Balbín        | Arturo Frondizi     | Unione Civica Radicale           | 2 415 750 | 32,33 |
| Reynaldo Pastor       | Vicente Solano Lima | Partito Democratico Nazionale    | 174 399   | 2,33  |
| Rodolfo Ghioldi       | Alcira de la Peña   | Partito Comunista Argentino      | 71 318    | 0,95  |
| Alfredo Palacios      | Américo Ghioldi     | Partito Socialista               | 54 920    | 0,74  |
| Genaro Giacobini      | -                   | Partito Salute Pubblica          | 5 512     | 0,07  |
| Luciano Molinas       | Juan A Díaz Arana   | Partito Democratico Progressista | 2 625     | 0,04  |
| José Fernando Penelón | Beniamino A Semiza  | Concentrazione Operaia           | 1 233     | 0,02  |
| Nessun candidato      | -                   | Unione Civica Nazionalista       | 163       | 0,00  |
| Totale                | Totale              | Totale                           | 7 471 088 | 100   |